# Élie Bayol
Élie Marcel Bayol, född 28 februari 1914 i Marseille, död 25 maj 1995 i La Ciotat, var en fransk racerförare. 
Bayol körde mindre formelbilar innan han satsade på formel 1 med en privat OSCA 1952. Från 1954 körde han för Equipe Gordini.

## F1-karriär
| Säsong | Stall/Tillverkare                 | Poäng | Placering |
| ------ | --------------------------------- | ----- | --------- |
| 1952   | Élie Bayol (OSCA)                 | 0     | -         |
| 1953   | Élie Bayol (OSCA) OSCA Automobili | 0     | -         |
| 1954   | Equipe Gordini                    | 2     | 18        |
| 1955   | Equipe Gordini                    | 0     | -         |
| 1956   | Equipe Gordini                    | 0     | -         |